# 해밀턴 로언 갬블
해밀턴 로언 갬블 (Hamilton Rowan Gamble, 1798년 11월 29일 ~ 1864년 1월 31일)은 1852년 드레드 스콧 대 샌드퍼드 사건 당시 미주리주 대법원의 최고법원장을 지낸 미국의 법학자이자 정치인이었다. 자신의 동료들이 "한번 자유로 항상 자유"의 미주리주에서 28년의 전례를 뒤집는 데 투표했어도 갬블은 반대 의견을 썼다. 남북 전쟁이 일어난 동안 북군이 주도 제퍼슨시티를 점령하여 선출된 주지사 클레이본 폭스 잭슨을 축출한 후, 헌법제정회의에 의하여 미주리주지사로 임명되었다.

## 어린 시절과 교육
셰넌도어 계곡에 위치한 버지니아주 윈체스터에서 조지프와 앤 해밀턴 갬블의 7명의 자녀 중 막내로 태어났다. 그의 부모는 북부 아일랜드로부터 1784년 버지니아에 도달한 스코틀랜드-아일랜드 이민자들이었다. 갬블은 처음에 지방적으로 공부를 하고 14세의 나이에 장로교 신학교 혹은 중등학교 햄프던-시드니 학원으로 갔다. 당시의 관행에 그는 설립된 로펌과 실천하는 데 법학을 읽고 1817년 버지니아주에서 법정으로 받아졌다.

## 미주리주로 이주와 경력
1818년 20세의 청년으로서 그는 일찍이 이주한 지방 검사인 자신의 형 아치볼드 갬블에 가입하러 미주리주 세인트루이스로 이주하였고 세인트루이스 항소법원의 서기로 설립되었다.
주의 중부에 있는 프랭클린에서 법률 관행 후, 갬블은 미주리주 하워드군의 항소 법원의 검사가 되었다. 1824년 프레더릭 베이츠 주지사는 그를 미주리주의 주무장관으로 임명하고 주도로 이주했다가 세인트찰스로 옮겨졌다.
주도가 제퍼슨시티로 옮겨졌을 때 갬블은 1826년 세인트루이스로 돌아가 개인 법률 업무를 시작하였다.
노예 소유자였어도 당시 그는 특히 노예들이 그들의 포로에 대해 이의를 제기하기 위해 제출한 자유 소송으로 불려졌던 것에 법원에서 노예가 된 사람들을 대표하는 데 임명되었다. 만약 법원이 사건을 받아들였다면 그것은 노예를 대표하는 데 법정으로부터 변호사를 선임하였다. 전쟁 이전의 시기에 미주리주에서 알려진 사건들의 다수는 가끔 지적재산권을 박탈당하는 원인을 가져온 주인에 의하여 자유주에서 붙잡혀 있는 노예의 결과로서 노예에게 유리하게 해결되었다.
갬블은 미국 사회에 머무는 데 해방 노예들을 위한 다른 대안을 제안한 현재의 운동들에 의하여 영향을 받았다. 그는 미국으로부터 새로운 식민지 라이베리아에 자유 흑인들의 "재정착"을 지지했던 미국식민협회의 회원이 되었다. 어떤 지지자들이 이것은 그러한 개인들은 그들의 고국으로 돌려보내는 노력이었다고 제안했던 동안 이때까지 미국에서 대부분의 아프리카계 미국인들은 본토박이었으며 어떤이들은 국가에서 역사의 세대들과 함께 했다. 많은이들은 국가를 떠나기보다 여기에서 법적 권리를 얻기 원했다.

## 결혼 생활과 가족
1827년 갬블은 사우스캐롤라이나주 컬럼비아의 캐럴라인 J. 콜터에게 결혼하였다. 그녀의 오빠 데이비드 콜터와 동생이 둘다 세인트루이스에 살면서 그녀가 거기를 방문했을 때 아마 그녀를 만났을 것이다. 그녀의 동생은 세인트루이스의 지방 검사 에드워드 베이츠에게 결혼하였다. 자유 소송에 어떤 노예들을 대표하는 데 추가로 베이츠는 이후에 판사와 에이브러햄 링컨 아래 법무장관을 지냈다.
해밀턴과 캐롤라인은 3명의 자녀 - 해밀턴, 데이비드와 메리 콜터 갬블을 두었다.

## 사법 및 이후의 경력
1846년 갬블은 휘그당에 의하여 미주리주 대법원으로 선출되어 이 당 소속의 첫 판사였다. 그는 순환 용어에 빠르게 대법원장으로 선출되었다. 노예 소유자였어도 그는 드레드 스콧 대 에머슨 사건에 관한 미주리주 대법원의 결정에 불찬성하였다. 그는 위니 대 화이트사이즈 사건에서 "한번 자유로 항상 자유"의 1825년 지배에 세워진 28년의 전례를 지지하였다. 그는 스콧이 자유주에 머물었던 동안 불법적으로 노예로 소유되었기 때문에 스콧 가족이 자유의 몸이었다는 것을 유지하였다.
갬블은 쇠퇴하는 건강의 이유로 1855년 자신의 판사직을 사임하고 3년 후에 펜실베이니아주로 이주하였다.

## 미주리주의 임시 지사
의사결정 위기가 심화되면서 미주리주는 주가 전재에서 아무 쪽도 지지하지 않으나 합중국으로 남는 것에 무장 중립 정책을 따르는 시도를 했다. 2월에 열린 특별 선거는 미주리주와 미국 사이에 관계를 결심하는 데 미주리주 헌법 회의를 설립하였다. 회의는 분리독립에 반대 투표를 하고 주의 중립을 긍정하였다.
섬터 요새에서 적대 행위의 발발은 미주리주에서 불안을 초래했다. 분리주의자들은 1주 후에 리버티 병기고를 장악하였다. 클레이본 폭스 잭슨 주지사는 세인트루이스에서 훈련을 위하여 그리고 남부로부터 비밀리에 얻은 무기를 받는 데 미주리주 민병대를 불러냈다. 이 일은 캠프 잭슨 사건으로 불려진 것에 민병대의 항복을 강요했던 공격적인 북군의 사령관 너새니얼 라이언과 직면에 결과를 가져왔다. 치명적인 폭동이 일어난 후, 미주리주 입법부는 주지사에 의하여 통제되었던 미주리주 경비대로 민병대의 재결성을 승인하였다. 윌리엄 하니 장군은 새로운 미주리주 경비대의 사령관 스털링 프라이스와 프라이스-하니 휴전 협정으로 알려진 협정에 도달하였다.
링컨은 서부 부서의 사령관으로서 하니를 대체하는 데 라이언을 임명하였다. 주지사, 라이언과 프라이스 사이의 협상들이 있던 동안 라이언은 연방군과 지원군들에 주지사의 제안된 제한 사항을 받아들이려고 하지 않았다. 회의는 라이언이 "미주리주를 인정하기 보다는 ... 아무리 중요하지 않은 일이라도 내 정부에 지시할 권리에 난 당신, 그리고 당신, 그리고 당신, 그리고 당신, 그리고 주에서 모든 남성, 여성과 어린이가 죽고 매장된 것을 볼 것이다. 이것은 전쟁을 의미한다."고 선언하면서 갑자기 끝났다. 미주리주 정부가 망명으로 달아나면서 라이언은 1861년 6월 중순에 며칠 후 제퍼슨시티에 의사당을 빠르게 점령하였다.
미주리주 헌법 회의의 친합중국파 의원들은 1861년 7월 주의 지위를 숙고하는 데 다시 회의를 열었다. 회의는 주지사와 주의 입법부 직들을 공석이라고 선언하였고 8월 1일 갬블을 미주리주의 임시 지사로 임명하였다. 잭슨 주지사는 니오쇼에서 총회의 특별 회의를 소집하였고 10월 후순에 미주리 분리파와 함께 분리 독립의 법령을 통과시켰다. 분리파들이 갬블이 북군의 선출되지 않은 꼭두각시로 숙고했어도 그는 1861년 주의 노예들을 일방적으로 해방하고 계엄령을 부과한 프리몬트 해방령에 관하여 링컨 대통령에 항의하였다. 링컨은 이 결정을 번복하는 에 갬블의 요구에 동의하고, 해방령을 무효로 하고 존 C. 프리몬트를 명령에서 제거하였다.
1864년 갬블은 부러진 팔의 감염으로 인하여 합병증을 겪은 후 임기 중에 사망하였다. 그는 세인트루이스에 있는 벨러폰테인 묘지에 안장되었다.

## 같이 보기
- Boman, Dennis K. "All Politics Are Local: Emancipation in Missouri," in Lincoln Emancipated: The President and the Politics of Race, ed. Brian R. Dirck, pp 130–54. (Northern Illinois University Press, 2007)
- Boman, Dennis K. Lincoln's Resolute Unionist: Hamilton Gamble, Dred Scott Dissenter and Missouri's Civil War Governor (Louisiana State University Press, 2006) 263 pp.; The standard scholarly biography.
- Philips, John F. "Hamilton Rowan Gamble and the Provisional Government of Missouri." v. 5, no. 1 (October 1910), pp. 1–14.
- Potter, Marguerite. "Hamilton R. Gamble, Missouri's War Governor." Missouri Historical Review 35#1 (1940): 25-72